# Івановка (Прокоп'євський округ)
Іва́новка (рос. Ивановка) — селище у складі Прокоп'євського округу Кемеровської області, Росія.

## Населення
Населення — 82 особи (2010; 120 у 2002).
Національний склад (станом на 2002 рік):
- росіяни — 98 %